# Himilce
Himilce o Imilce (del llatí Himilce o Imilce) va ser l'esposa ibera d'Hanníbal Barca segons diverses fonts històriques.

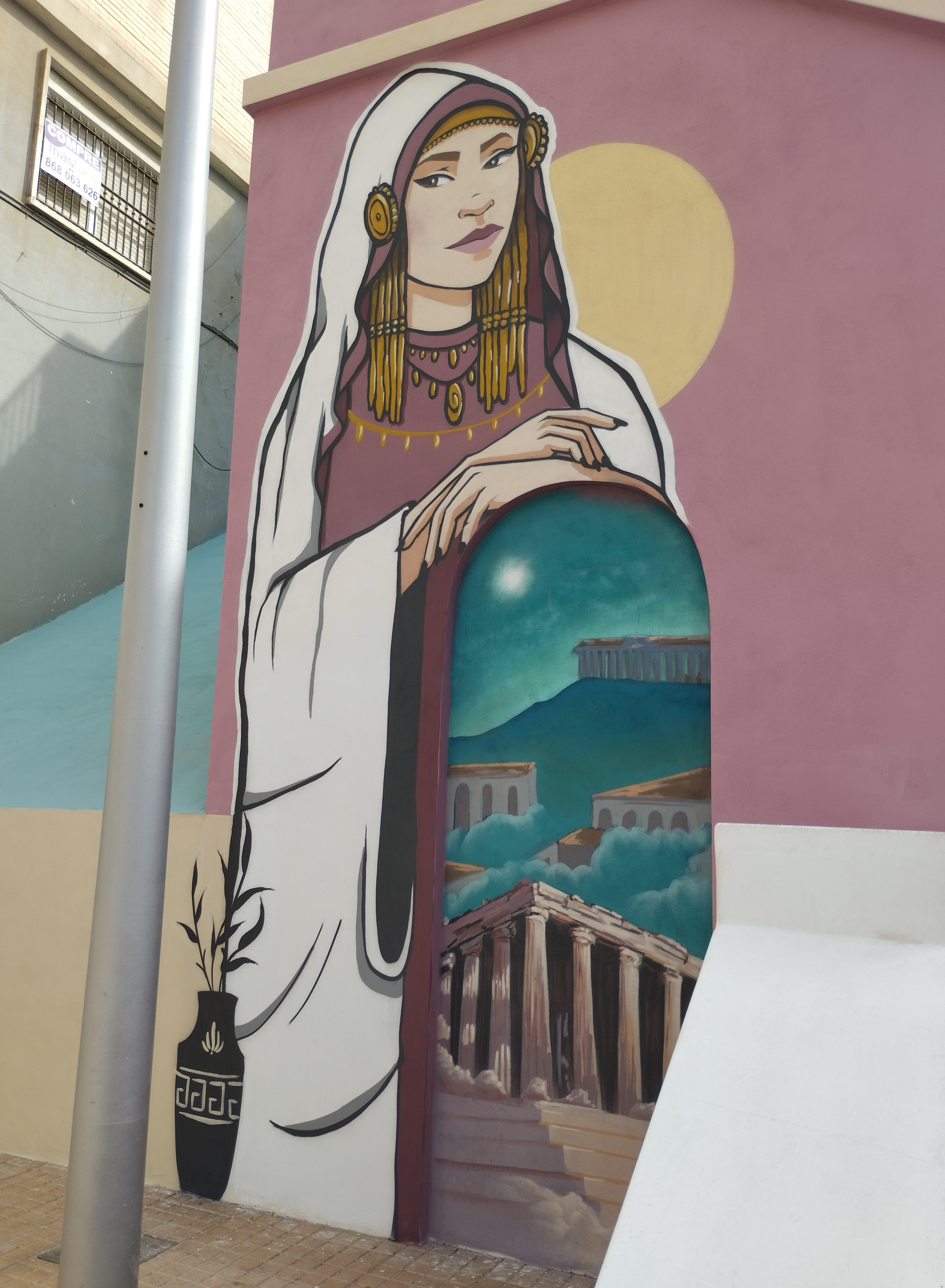
Retrat mural d'Himilce a Cartagena, Espanya

## Història
Titus Livi registra que Hanníbal es va casar amb una dona de Càstulo, una poderosa ciutat ibèrica aliada de Cartago. El poeta romà Sili Itàlic identifica aquesta dona amb Himilce. Sili suggereix un origen grec per a Himilce, però Gilbert Charles-Picard defensava una herència púnica basada en una etimologia de l'arrel semítica m-l-k ('cap', 'rei'). Sili també suggereix l'existència d'un fill, que, d'altra manera, no és testimoniat per Livi, Polibi ni Apià. Hom creu que el fill es deia Hàspar (o Àspar) Barca. Segons Sili, durant les guerres púniques, Hanníbal va enviar entre llàgrimes Himilce i el seu fill cap a Cartago per seguretat. Alguns historiadors han posat en dubte la historicitat d'aquest esdeveniment i han suggerit que es tracta d'una imitació de Pompeu enviant la seva dona cap a Lucca per seguretat durant el conflicte militar.

## Representacions culturals
Himilce és homenatjada a Baeza, Andalusia, amb una estàtua com a part de la Fuente de Los Leones («Font dels Lleons»).